# Dempo
De Dempo, is een stratovulkaan op Zuid-Sumatra, Indonesië. De vulkaan is 3173 meter hoog, en daarmee de hoogste berg van de provincie Zuid-Sumatra. Dempo toonde voor het laatst vulkanische activiteit in 2009.

## Referentie
- (en)  Dempo. Global Volcanism Program, Smithsonian Institution.

1. ↑  De hoogste bergen van Indonesië. In de Archipel (25 april 2018). Gearchiveerd op 4 mei 2018. Geraadpleegd op 4 mei 2018.